# 中国的大麻

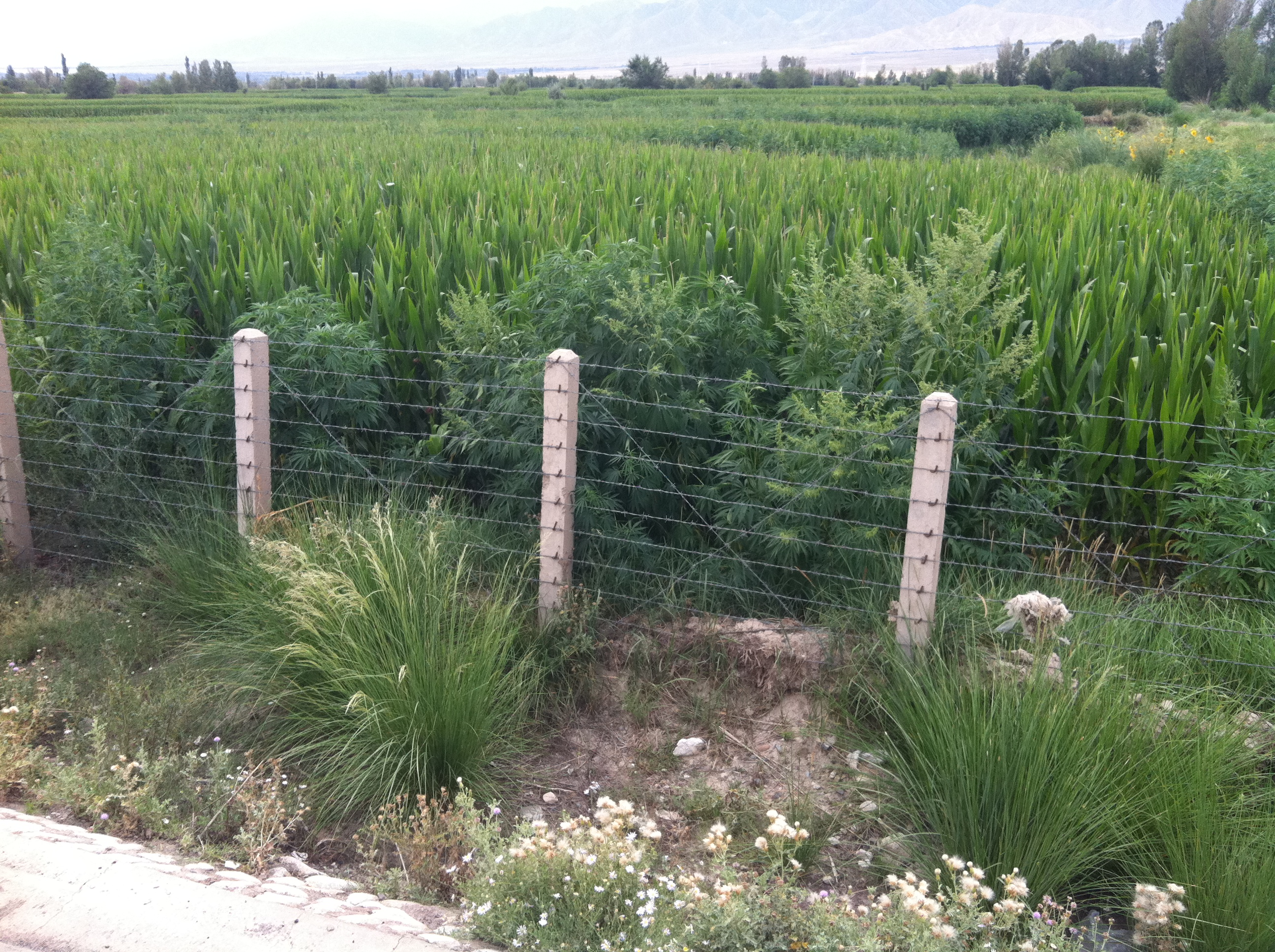
甘肃酒泉路边大麻

大麻在中国是非法的，除了工业用途（火麻）和某些形式的药物。历史上，大麻在中国被用作纤维、种子、传统药物，以及道教的一些仪式用途。

## 汉语词源
Má（普通话发音：[mɑ̌]），是大麻的中文发音，由汉字表示麻。术语称做麻，在公元前2700年用来描述医用大麻，是火麻植物最古老的记录名称。
人类最早种植大麻的证据在台湾。中国古代散文和诗歌，包括《诗经》中的诗歌，多次提到麻这个词。一首早期的歌曲指的是年轻女子将麻织成衣服
“ma”这个词经常与中文的“大”或“伟大”成对出现，构成复合词“dama”或大麻（dàmá）。大麻有时被用来形容工业大麻，因为有一个负面的含义意味着“麻木”与单词马本身。历史上的中医文献(公元200年)到当代二十世纪的中医文献讨论了马的个别术语，包括（麻蕡），马华（麻花），而马博（麻勃），指大麻植物的雄花和雌花中具有不同大麻素比例的特定部分。

## 历史
大麻已被证实起源于中国西北部，然后在公元前10000年，古代中国人将这种植物驯化到印度和亚洲其他地区，特别是中亚草原。

## 法律地位
1985年，中华人民共和国签署了《精神药物公约》，并将大麻确定为一种危险的麻醉药品，拥有或使用大麻是非法的。在中国，对持有大麻的处罚有着争议，但根据《治安管理处罚法》，吸食大麻的人将被拘留10至15天，最高罚款2000元。
另一方面，大麻籽一直被列入中国药典，在中国历史上大麻从未被禁止。

## 种植
大麻植物在云南省广泛种植，尤其是在大理市周围。然而，云南省政府于1998年开始了一场根除运动，以使该省在2000年前成为“无大麻区”，从而减少野生和商业种植的大麻。这场运动也导致了新疆的大麻价格上涨。

## 道教
大约从4世纪开始，道教文献提到在香炉中使用大麻。李约瑟引用了（約公元570年）《無上秘要》，大麻被添加到仪式香炉中，并暗示古代道教有系统地试验“致幻烟”。《元始上真眾仙記》葛洪(283-343)说：
初學道不必入山，閉門勤修，不雜人物，長齋執志，或清香灑掃，亦能降真矣。魏夫人、許氏之徒，皆其流也。
魏夫人魏華存（252-334）和許謐（303-376）创立道教上清派。《上清经》据说是由杨羲(330-386)在晚上神仙啟示中口述的，李约瑟认为杨“几乎肯定得到了神仙的帮助”。道教药理学家陶弘景(456-536)写了《名醫別錄》，他也是《上清经》的第一个评注者，他说：“大麻种子（麻勃）在医学上很少使用，但術家说如果一个人吃人参，它会给一个人未来事件的超自然知识。”公元6世纪道教医学著作《五臟經》说：“如果你希望命令恶魔幽灵出现，你应该经常吃大麻植物的花序。”
李约瑟将麻姑的神话与早期道教对大麻的宗教使用联系起来，指出麻姑是山东神圣的泰山女神，在那里大麻“应该在七月七日聚集，这是道教团体举行宴会的一天。”

## 进一步阅读
- Alain Labrousse; Laurent Laniel. . Springer Science & Business Media. 29 June 2013: 85–. ISBN 978-94-017-3505-6.
- Li, Hui-Lin. . Economic Botany. 1974, 28 (4): 437–448. S2CID 19866569. doi:10.1007/bf02862859.
- Touw, Mia. . Journal of Psychoactive Drugs. 1981, 13 (1): 23–34. PMID 7024492. doi:10.1080/02791072.1981.10471447.